# Vienna Open 2007 - Qualificazioni singolare
Le qualificazioni del singolare al Vienna Open 2007 sono state un torneo di tennis preliminare per accedere alla fase finale della manifestazione. I vincitori dell'ultimo turno sono entrati di diritto nel tabellone principale. In caso di ritiro di uno o più giocatori aventi diritto a questi sono subentrati i lucky loser, ossia i giocatori che hanno perso nell'ultimo turno ma che avevano una classifica più alta rispetto agli altri partecipanti che avevano comunque perso nel turno finale.
Le qualificazioni del torneo Vienna Open  2007 prevedevano 16 partecipanti di cui 4 sono entrati nel tabellone principale.

## Teste di serie
1. Fabio Fognini (primo turno)
2. Iván Navarro (primo turno)
3. Tomáš Zíb (ultimo turno)
4. Christophe Rochus (primo turno)

1. Roko Karanušić (Qualificato)
2. Ivo Minář (Qualificato)
3. Stefano Galvani (Qualificato)
4. Łukasz Kubot (ultimo turno)

## Qualificati
1. Roko Karanušić
2. Andreas Haider-Maurer

1. Stefano Galvani
2. Ivo Minář

## Tabellone

### Legenda
| - Q = Qualificato - WC = Wild card - LL = Lucky loser | - ALT = Alternate - SE = Special Exempt - PR = Protected Ranking | - w/o = Walkover - r = Ritirato - d = Squalificato |

### Sezione 1
|  | Primo turno | Primo turno       | Primo turno       | Primo turno | Primo turno |  |  | Ultimo turno | Ultimo turno   | Ultimo turno | Ultimo turno | Ultimo turno |  |
|  |             |                   |                   |             |             |  |  |              |                |              |              |              |  |
|  |             | Martin Fischer    | 6                 | 6           | 7           |  |  |              |                |              |              |              |  |
|  | 1           | Fabio Fognini     | 7                 | 4           | 5           |  |  |              | Martin Fischer | 2            | 7            | 3            |  |
|  | 5           | Roko Karanušić    | Roko Karanušić    | 7           | 6           |  |  | 5            | Roko Karanušić | 6            | 5            | 6            |  |
|  |             | Armin Sandbichler | Armin Sandbichler | 5           | 1           |  |  |              |                |              |              |              |  |

### Sezione 2
|  | Primo turno | Primo turno           | Primo turno           | Primo turno | Primo turno |  |  | Ultimo turno | Ultimo turno          | Ultimo turno          | Ultimo turno | Ultimo turno |  |
|  |             |                       |                       |             |             |  |  |              |                       |                       |              |              |  |
|  |             | Andreas Haider-Maurer | Andreas Haider-Maurer | 6           | 6           |  |  |              |                       |                       |              |              |  |
|  | 2           | Iván Navarro          | Iván Navarro          | 3           | 3           |  |  |              | Andreas Haider-Maurer | Andreas Haider-Maurer | 6            | 6            |  |
|  | 8           | Łukasz Kubot          | 3                     | 6           | 6           |  |  | 8            | Łukasz Kubot          | Łukasz Kubot          | 3            | 3            |  |
|  |             | Frédéric Niemeyer     | 6                     | 2           | 3           |  |  |              |                       |                       |              |              |  |

### Sezione 3
|  | Primo turno | Primo turno       | Primo turno       | Primo turno | Primo turno |  |  | Ultimo turno | Ultimo turno    | Ultimo turno    | Ultimo turno | Ultimo turno |  |
|  |             |                   |                   |             |             |  |  |              |                 |                 |              |              |  |
|  | 3           | Tomáš Zíb         | 6                 | 5           | 6           |  |  |              |                 |                 |              |              |  |
|  |             | Ivo Klec          | 4                 | 7           | 1           |  |  | 3            | Tomáš Zíb       | Tomáš Zíb       | 62           | 2            |  |
|  | 7           | Stefano Galvani   | Stefano Galvani   | 6           | 6           |  |  | 7            | Stefano Galvani | Stefano Galvani | 7            | 6            |  |
|  |             | Michel Kratochvil | Michel Kratochvil | 3           | 4           |  |  |              |                 |                 |              |              |  |

### Sezione 4
|  | Primo turno | Primo turno       | Primo turno       | Primo turno | Primo turno |  |  | Ultimo turno | Ultimo turno | Ultimo turno | Ultimo turno | Ultimo turno |  |
|  |             |                   |                   |             |             |  |  |              |              |              |              |              |  |
|  |             | Jan Minar         | Jan Minar         | 7           | 6           |  |  |              |              |              |              |              |  |
|  | 4           | Christophe Rochus | Christophe Rochus | 6(1)        | 0           |  |  |              | Jan Minar    | Jan Minar    | 4            | 5            |  |
|  | 6           | Ivo Minář         | Ivo Minář         | 7           | 6           |  |  | 6            | Ivo Minář    | Ivo Minář    | 6            | 7            |  |
|  |             | Julian Reister    | Julian Reister    | 63          | 3           |  |  |              |              |              |              |              |  |